# Джардини, Феличе
Феличе Джардини (итал. Felice Giardini), прозванный Деджардино (итал. Degiardino; 12 апреля 1716 года, Турин, герцогство Савойя — 8 июня 1796 года, Москва, Российская империя) — итальянский композитор и скрипач.

## Биография
Феличе Джардини родился 12 апреля 1716 года в Турине, в герцогстве Савойя, в семье музыканта, выходца из Франции по фамилии Жарден (фр. Jardin). Несмотря на то, что уже в раннем детстве в нём проявился талант скрипача, отец отправил его в Милан, служить певчим в соборе, где будущий композитор учился пению, композиции и игре на клавесине у Джузеппе Паладини. Затем он вернулся в Турин и продолжил обучение игре на скрипке у Джованни Баттисты Сомиса. В возрасте 12 лет Феличе Джардини был принят на место скрипача в оркестр оперного театра в Риме, а позднее на то же место в оркестр театра Сан-Карло в Неаполе, где вскоре получил место вице–капельмейстера. В этом статусе он участвовал в постановках 30 мая 1747 года оперы «Эвмен» и 4 ноября 1748 года оперы «Эцио». Его виртуозное исполнение на скрипке и импровизации высоко оценил автор обеих опер – Никколо Йомелли. Об игре музыканта в своей книге «Музыкальное путешествие по Италии» упоминает Чарлз Бёрни.
Феличе Джардини решил продолжить карьеру в качестве сольного исполнителя. Он отправился в турне, выступая с концертами при европейских королевских дворах. После большого успеха в Берлине, музыкант дал концерт в Париже и прибыл в Лондон. Здесь его первый концерт, состоявшийся 27 апреля 1751 года, был благосклонно принят публикой, что обеспечило ему покровительство представителей местной аристократии. Вскоре он получил признание как виртуозный исполнитель на скрипке. С 1751 по 1755 годы главные выступления музыканта проходили в зале на улице Дин-стрит в Лондоне. Между 1753 и 1754 годами композитор женился на певице Марии Вестрис, но брак был недолгим. В 1754 году он возродил оркестр и театр Итальянской оперы и руководил им в течение тридцати лет. В это время им был написан ряд опер.
В 1773 году в Лондоне Феличе Джардини выступил дуэтом со скрипачом Вильгельмом Крамером. Он также принимал участие в концертах Иоганна Христиана Баха и Карла Фридриха Абеля, иногда играя на альте. С 1770 по 1776 год гастролировал по Англии в составе  оркестра. Феличе Джардини был также известным музыкальным педагогом и импресарио. С 1774 по 1779 год он дирижировал оркестром во время концертов в Пантеоне на Оксфорд-стрит в Лондоне. В 1776–1777 и 1782–1783 годах занимал место дирижёра оркестра Королевского театра.
В 1784 году музыкант отправился в Неаполь, где в течение нескольких лет состоял на службе у Уильяма Гамильтона, посла Великобритании в королевстве Неаполь. Здесь он безуспешно пытался основать собственный театр. В 1790 году предпринял попытку вернуться в театр Итальянской оперы в Лондоне, и тоже безуспешно. После 1792 года композитор покинул Англию и отправился в Санкт-Петербург, но и здесь его постигла неудача.
Феличе Джардини умер в крайней нищете 8 июня 1796 года в Москве, в Российской империи.

## Творческое наследие
Творческое наследие композитора включает 8 опер (3 оперы утрачены, у 4 сохранилась музыка), 2 оратории, многочисленные камерные и вокальные сочинения.